# 本田透
本田 透（ほんだ とおる、1969年5月12日 - ）は、日本の著作家、評論家、小説家、脚本家。
別名義として宮小路 瑞穂（みやのこうじ みずほ）がある。これは、PCゲーム『処女はお姉さまに恋してる』へのオマージュである。

## 経歴・人物
兵庫県神戸市出身。早くに父親が蒸発、残された母親に虐待されて育ったと称している。『電波男』には父と母が仕方なく結婚（後に事実上離婚）したため、嫌いな人との間に出来た自分が愛されなかったこと、まともな食事を与えられなかったこと、男である事を否定されて彼女が出来ると邪魔をされたり妹と部屋を共にする事すら否定して仕切りで分けられたなどが克明に書かれている。
近所にあった灘中学校への進学を、貧困を理由に母から反対され断念。公立中学に進学。いじめに遭い高校を中退した後、母が死去したため遺産で大学入学資格検定の勉強を始め、早稲田大学第一文学部哲学科入学。その後中退、再入学を経て早稲田大学人間科学部人間基礎科学科家族社会学専攻卒。デジタルハリウッドに通っていたこともある。
1995年、阪神・淡路大震災で神戸の家が震災にあう。ちなみに、インタビューでは、大学時代はバンド活動などを行っていたが、岡田斗司夫の影響を受けておたくの道に進んだその瞬間にモテなくなり、同じ人間でも扱いが違うことに驚き、この世の真理を認識したと発言している。
1996年よりウェブサイト「しろはた」を主宰。『新世紀エヴァンゲリオン』をネタにした「肉感アスカ」（後に「日刊アスカ」と改題、飛鳥新社の同名の日刊紙とは無関係）、プロ野球コラム「プロ野球景気の悪い話」などで注目される。広島東洋カープの過酷な練習を「一試合完全燃焼主義」による「広島アストロ球団」と評したり、水島新司が漫画で活躍させた人物・団体などが現実では酷い目に遭うというジンクス「水島の呪い」などを主張した。また、水島漫画で実在の選手などが水島オリジナルキャラの引き立て役にされることを、水島が実在の人物を「シメる」（制裁する）と表現した。かつての「しろはた」では他にも、洋楽、AV家電、性風俗、格闘技など幅広い分野を扱っていたが、徐々に現在のような二次元コンプレックス系のサイトに変化していった。
2004年に「キモメン王国」の建国を宣言。自身が「キモメン」（気持ち悪い顔、いわゆる不細工）であり、もてない男（喪男）であることを正面から打ち出し、二次コンのすばらしさを主張した。本田は自身をキモメンであると強調しているが、現実の本田がそうであるかについては意見が分かれる。対談の中で本田は、「僕は肝心の魂が喪男ですから」と語ったこともあるが、自著の中で、異性との交際経験があると発言しており、本田自身は喪男の定義から外れている。因みに彼女もオタクだから理解あると思い、オリジナルの妄想妹の設定を語るも、受け入れられなかったと語る。
この頃、当時の「萌え」ブームに乗った二見書房のジュブナイルポルノレーベル「二見ブルーベリー」の創刊に携わり、『キラ×キラ』で小説家デビューした。また、アンチ『ファウスト』を公言し、『ファントム』『メカビ』などの企画に参加するなど、編集者としての活動も目立っていた。
2005年には、前述のキモメン王国建国宣言および『妹・コレクション』（共著書）などでの主張を発展させた『電波男』を三才ブックスから上梓。この本で二次元萌えの、現実の恋愛に対する優位を主張し、マスメディアの恋愛観を「恋愛資本主義」と呼んで批判した。同年のライブドアによるニッポン放送株の取得騒動の時には「僕はほりえもんに期待してるんです。フジサンケイグループを支配してしまったら、キモオタが恋愛資本主義も支配ですよ!」と発言した。さらに、この年のメイド喫茶などの流行について、「オタクの妄想が現実化したもの」であり「妄想（二次元）は、何の価値もなく現実（三次元）だけが絶対の価値を持つ」という考えに対する反証として高く評価し、「いずれは三次元の男女が恋愛関係ではなく、メイドさんと御主人さまという関係を構築する。そんなすばらしい世の中が到来するのではないでしょうか」と述べている。
三次元の女性に興味を持たず、軋轢を避けることを「護身」と称し、現在は『ONE 〜輝く季節へ〜』の川名みさきを「脳内妻」にして、脳内妻や脳内妹などの「脳内家族」と満ち足りた生活を送っていると主張している。最終的な夢は、執筆したライトノベルのマンガ化、アニメ化を達成し、ドロンパビルを建てることだと、インタビューの中で語っている。
以降も順調に活動していたが、小池一夫キャラクター塾13期生（2009年上半期）となった頃から評論仕事を縮小し、ライトノベル執筆を活動の中心とした。ライトノベル作家としては、女装、歴史、オカルトなどのジャンルを得意としていたが、2012年1月に『ライトノベルの楽しい書き方』10巻が発売されたのを最後に新著は発表されておらず、2013年以降はメディア上での執筆もない。
阪神タイガースファンであり、アントニオ猪木信者であると自称している。

## 作品

### 評論・エッセイ
- 『電波男』（2005年、三才ブックス）
- 『萌える男』（2005年、ちくま新書）
- 『電波大戦』（2005年、太田出版）
- 『本当は萌えるグリム童話』（2006年、ワニブックス）
- 『喪男の哲学史』（2006年、講談社・現代新書ピース）
- 『脳内恋愛のすすめ』（2007年、角川学芸出版）
- 『なぜケータイ小説は売れるのか』（2008年、ソフトバンク新書）
- 『世界の電波男 ―喪男の文学史』（2008年、三才ブックス）
- 『がっかり力』（2009年、講談社・アフタヌーン新書）
- 『ろくでなし三国志 本当はだらしない英雄たち』（2010年　ソフトバンク新書）

### ライトノベル・ジュブナイルポルノ
- キラ×キラシリーズ（2005年～2006年、二見書房・二見ブルーベリーシリーズ、成年向け）
- アストロ!乙女塾!シリーズ（2005年、集英社・スーパーダッシュ文庫）
- 円卓生徒会シリーズ（2006年、集英社・スーパーダッシュ文庫）
- ボクの紫苑シリーズ（2007年、ソフトバンククリエイティブ・GA文庫）
- イマジン秘蹟シリーズ（2007年、角川スニーカー文庫）
- ライトノベルの楽しい書き方シリーズ（2008年～12年、ソフトバンククリエイティブ・GA文庫　全10巻）
- らぶジェネ!シリーズ（2008年、メディアファクトリー・MF文庫J）
- がく×ぶるシリーズ（2008年、集英社・スーパーダッシュ文庫）
- アーサー帝戦記シリーズ（2009年、幻狼ファンタジアノベルス）
- 明日葉-Filesシリーズ（2010年、幻冬舎コミックス・幻狼ファンタジアノベルス）
- あねもね☆ろわいやるシリーズ（2010年、集英社・スーパーダッシュ文庫）

### 共著
- 『自殺するなら、引きこもれ ―問題だらけの学校から身を守る法』（堀田純司共著、2007年、光文社新書）
- ファントム（企画・監修・中編小説『Innocent World』執筆など、2006年、二見書房）
- メカビ（スーパーバイザーとして参加、2006年、講談社）

### 連載
- 髭アカデミー（COMICパピポ）
- 本田透のキャラ読み!（読売新聞）
- オリの細道（角川書店・月刊ニュータイプ）
- 脳内結婚のススメ（アスキー・メディアワークス・電撃G's magazine）
- フリードリヒ（講談社・MOURA）
- 神秘之日本　本田探検隊シリーズ（同上）
- 『非国民は誰だ!?』
  - 太田出版『Quick Japan』 Vol.64～65。滝本竜彦と共著。「AMネットワーク」というユニット名で行っていた。

#### 漫画原作
- 喪男の哲学史（原作担当、作画は咲良、デジマ・コミック・ガンボ）
- めんじょぶ（原作担当、作画は久坂宗次、アスキー・メディアワークス・電撃G's Festival! COMIC）
- ヒレフシ（原作担当、作画は銅☆萬福、講談社・good!アフタヌーン）

### ムック
- 『姉・コレクション ―お姉ちゃん祭りだ、どっこい』（2005年、二見書房・二見ブルーベリーシリーズ）

他は全てインフォレストより。
- 妹ゲーム大全 ―僕たちの大好きな妹キャラが大集合!!（2004年7月、ISBN 4-902566-36-2）
- 鬼畜ゲーム大全 ―美少女ゲームの鬼畜キャラが大集合!!（2004年12月、ISBN 4-902566-70-2）
- 姉ゲーム大全 ―僕たちの大好きな姉キャラが大集合!!（2005年1月、ISBN 4-902566-36-2）
- メイドさん大全 ―僕たちの大好きなメイドさんが大集合!!（2005年7月、ISBN 4-86190-032-8）

### 脚本

#### テレビアニメ
- かんなぎ（2008年11月、第8話）[10]